# Altenkirchen (Altenkirchen)
Altenkirchen es una ciudad y municipio en Renania-Palatinado, Alemania, capital del distrito del mismo nombre. Se localiza a unos 40 km al este de Bonn, y unos 40 km al norte de Coblenza. Posee una superficie de 153,81 km², y una población de 23.777 habitantes.